# Dronero
Dronero (Droné in piemontese) è un comune italiano di 7 012 abitanti della provincia di Cuneo in Piemonte.
Situato all'imbocco della Valle Maira su un contrafforte roccioso alla confluenza del torrente Maira col rio Roccabruna, il comune è ubicato in una posizione panoramica: la vista spazia dai monti San Bernardo, Roccerè, il Pelvo d'Elva, fino a raggiungere le cime del Cauri, della Bicocca e, in fondo alla valle, del monte Chersogno.
Faceva parte della comunità montana Valli Grana e Maira.

## Storia
Le prime popolazione accertate nelle vallate delle Alpi Marittime furono quelle di ceppo Celto-Liguri o Liguri Alpini; rispetto alle popolazioni nelle Alpi Centrali ed orientali, al tempo di Cesare, nelle Alpi Occidentali molte tribù si mantennero ostili all'espansionismo romano.
Lo stesso Cesare fu ostacolato nell'attraversare le Alpi durante le campagne galliche, dai Ligures Comati o Capillati, come venivano chiamati dai Romani, che controllavano i valichi sul versante occidentale. Nel 14 a.C. con una vera campagna militare l'imperatore Augusto sottomise tutti i territori delle Alpi Occidentali che ancora resistevano.
Le legioni romane portarono così la Pax Romana nel 173 a.C. al comando del sanguinario Marco Popilio Lenate, incendiando villaggi e massacrando gli abitanti. La pulizia etnica fu completata con il trapianto di popolazioni germaniche: è l'anno 12 a.C. quando Cassio Dione Cocceiano può scrivere nei propri resoconti storici Alpes Marittimae quas Ligures Capillati incoluerant, in servitutem redactae sunt ("Le Alpi Marittime, che i Liguri Capelluti avevano abitato, furono ridotte in schiavitù") (Cassio Dione, LIV, 24).
Non si hanno date precise che attestino l'anno della fondazione, ma si fa risalire la sua origine all'anno 1150 dall'unione dei due primitivi villaggi Ripoli e Surzana (quest'ultimo collocabile nell'area dell'odierna frazione di S. Ponzio nel comune di Roccabruna) che per proteggersi dalle continue incursioni e saccheggi si ritirarono su un triangolo di terra tra il Maira e il rio Rigamberto, l'odierno rio Roccabruna, cingendo poi il nuovo borgo di alte mura ancora oggi in parte visibili.
Il documento più antico che fa riferimento a Dronero, risale al 1155, in cui una vendita di alcuni stabili da parte di Enrico di Montemale a favore del Monastero di Staffarda, viene stipulata ad Durcolium, attestando l'importanza che già aveva il nuovo nucleo a pochi anni dalla sua creazione. Doveva essere abbastanza grande ed importante per avere un notaio o un ufficio dove poter stipulare dei contratti di compra-vendita.
L'etimologia della parola Dronero non è chiara: il nome Durcolium o Durconium o Durcognum, come è scritto nelle più antiche carte topografiche, non ha sicure origini. Diverse sono le ipotesi e ci sono varie possibilità di interpretazione. Secondo alcuni storici è da ricondurre al nome di Dragone, nobile della famiglia dei signori di Verzuolo, per alcuni fondatore della città; altri intendono Dronero come derivazione di Dragonerium, dal latino Draconanus, il soldato che portava l'insegna del dragone (per questa ipotesi si suppone che ci fosse nel periodo delle guerre goto-bizantine in zona un insediamento militare).
Dal toponimo Draco, termine medievale indicante uno sperone roccioso sopra un impetuoso corso d'acqua, si potrebbe elaborare una terza ipotesi, forse la meno fantasiosa, considerando l'origine celtico-ligure del toponimo Durcolium. Il termine dur, cioè fiume, è alla base di molti toponimi nell'area celtica, come i nomi delle due Dora in Piemonte e della Dordogna in Francia; dalla forma thur viene il nome dei Taurini (come dire Galli insediati sul fiume, ovviamente il Po), e della città fondata dai Romani sul loro territorio, Augusta Taurinorum, oggi Torino. Colium con la sua terminazione latina cognum, da cui deriva il francese coin, "angolo", corrisponde pienamente alla posizione geografica del borgo, ovvero luogo costruito su un'altura o una roccia sopra, in questo caso, tra due corsi d'acqua.
Fu una delle numerose villae novae, nate nell'epoca in cui diverse comunità piemontesi cominciarono a rivendicare le proprie libertà contro il potere feudale. Prima soggetta ai Marchesi di Busca, si liberò alleandosi con il comune di Cuneo, per finire sotto il controllo del Marchesato di Saluzzo, dalla metà del XIII secolo.
Durata per circa quattro secoli portò da una parte ad un fervente sviluppo economico e culturale, grazie il contatto con la Provenza, ma dall'altro dato il carattere bellicoso dei Saluzzo, coinvolse il marchesato e di conseguenza il Borgo in continue guerre, in scorrerie di truppe mercenarie, di eserciti e in frequenti assedi. Lo storico Giuseppe Manuel di San Giovanni, vissuto tra il 1810 ed il 1886, autore di molti saggi di storia sul Piemonte, commentò con queste parole le attività dei droneresi che si distinsero in questi secoli di sviluppo culturale e guerre sanguinose, in particolare nel periodo sotto i marchesi di Saluzzo Lodovico I del Vasto e Lodovico II del Vasto:
(Giuseppe Manuel di San Giovanni, Memorie storiche di Dronero e della valle di Maira)
Nel 1601 passò con il Trattato di Lione al casato dei Savoia. Carlo Emanuele III di Savoia (1701–1773), nel 1749, concesse a Dronero il titolo di Città (previo pagamento di 70.000 lire del tempo), dando inizio ad un periodo di pace e di sviluppo che lo portò, con Cuneo, ad essere il centro più industrializzato del comprensorio. Il centro cittadino cominciò ad essere modificato, furono abbattute le mura interne e parte delle vecchie mura esterne, per rispondere alle nuove esigenze urbanistiche; il castello fu riconvertito ad ospedale e venduto al comune.
La città di Dronero venne concessa da Carlo Emanuele III in appannaggio (e dunque non in feudo) al proprio secondogenito Benedetto di Savoia, duca del Chiablese, con il titolo di principe, mediante lettere patenti datate 8 febbraio 1763.
Il forte impulso alle attività artigianali portarono parte di esse a trasformarsi in piccole industrie, in particolare nel settore tessile (come la produzione e lavorazione della seta, la tessitura del drap o fustagno) e la lavorazione del ferro, portando Dronero ad essere una delle zone, assieme a Cuneo, più industrializzate di quel periodo.
Dal secondo Ottocento al primo Novecento l'area registrò un ulteriore incremento industriale e commerciale anche grazie l'interessamento di Giovanni Giolitti (Mondovì, 27 ottobre 1842 – Cavour, 17 luglio 1928), la cui famiglia era originaria della Valle Maira; entrato in Parlamento nel 1882 fu fino alla sua morte il deputato rappresentante del collegio elettorale di Dronero. In quegli anni fu costruito il nuovo ponte sul Maira e l'ormai scomparso tratto ferroviario Busca-Dronero. Originaria di Dronero era anche la famiglia comitale dei Ponza di San Martino che diede al Regno di Sardegna ed al Regno d'Italia ministri e generali come Gustavo Ponza di San Martino, Coriolano Ponza di San Martino e Cesare Ponza di San Martino.
Le due guerre mondiali colpirono gravemente la struttura socio-economica del paese, come tutta l'area montana delle valli cuneesi.
Nell'autunno del 1943 gli antifascisti locali salirono sui monti e diedero vita alle prime formazioni partigiane. Dronero pagò un pesante tributo: deportazioni a Mauthausen, fucilazioni, otto bombardamenti, dal 12 al 27 febbraio 1945, che causarono rovine, 38 morti e lo sfollamento totale della città. La Liberazione giunse il 26 aprile 1945. Dronero è tra le Città decorate al Valor Militare per la Guerra di Liberazione perché è stato insignito della Croce di Guerra al Valor Militare per i sacrifici delle sue popolazioni e per la sua attività nella lotta partigiana durante la seconda guerra mondiale.
Per la cultura vanno ricordati il museo dedicato al pittore e storico dell'arte Luigi Mallé, il Centro Europeo intitolato a Giovanni Giolitti, e soprattutto L'Espaci Occitan, l'associazione di Enti pubblici del territorio occitano alpino, che ha l'obiettivo la promozione linguistica, culturale e turistica delle valli occitane.

### Simboli
Lo stemma della città di Dronero, creato dopo il 1748, anno della concessione del titolo di città da parte di Carlo Emanuele III, rappresenta un drago coronato, in campo troncato di argento e di azzurro, testimonianza del passato di sudditanza ai Signori di Saluzzo (d'argento; al capo d'azzurro). Il colore del drago è rosso ma nel tempo è stato rappresentato anche smaltato di nero.
Il gonfalone è un drappo partito di azzurro e di giallo.
Lo stemma viene declinato sia in forma aulica, con scudo a cartoccio cinto da un serto di palma e sormontato da corona marchionale, sia nelle forme più canoniche dell'araldica comunale italiana, ossia con la corona turrita e il serto di alloro e quercia chiuso da nastro tricolore quali ornamenti esteriori.

### Onorificenze
Dronero è tra le città decorate al valor militare per la guerra di liberazione, insignito della medaglia d'oro al merito civile e della croce di guerra al valor militare per i sacrifici delle sue popolazioni e per l'attività nella lotta partigiana durante la seconda guerra mondiale.

## Monumenti e luoghi d'interesse

### Ponte Vecchio detto Ponte del Diavolo

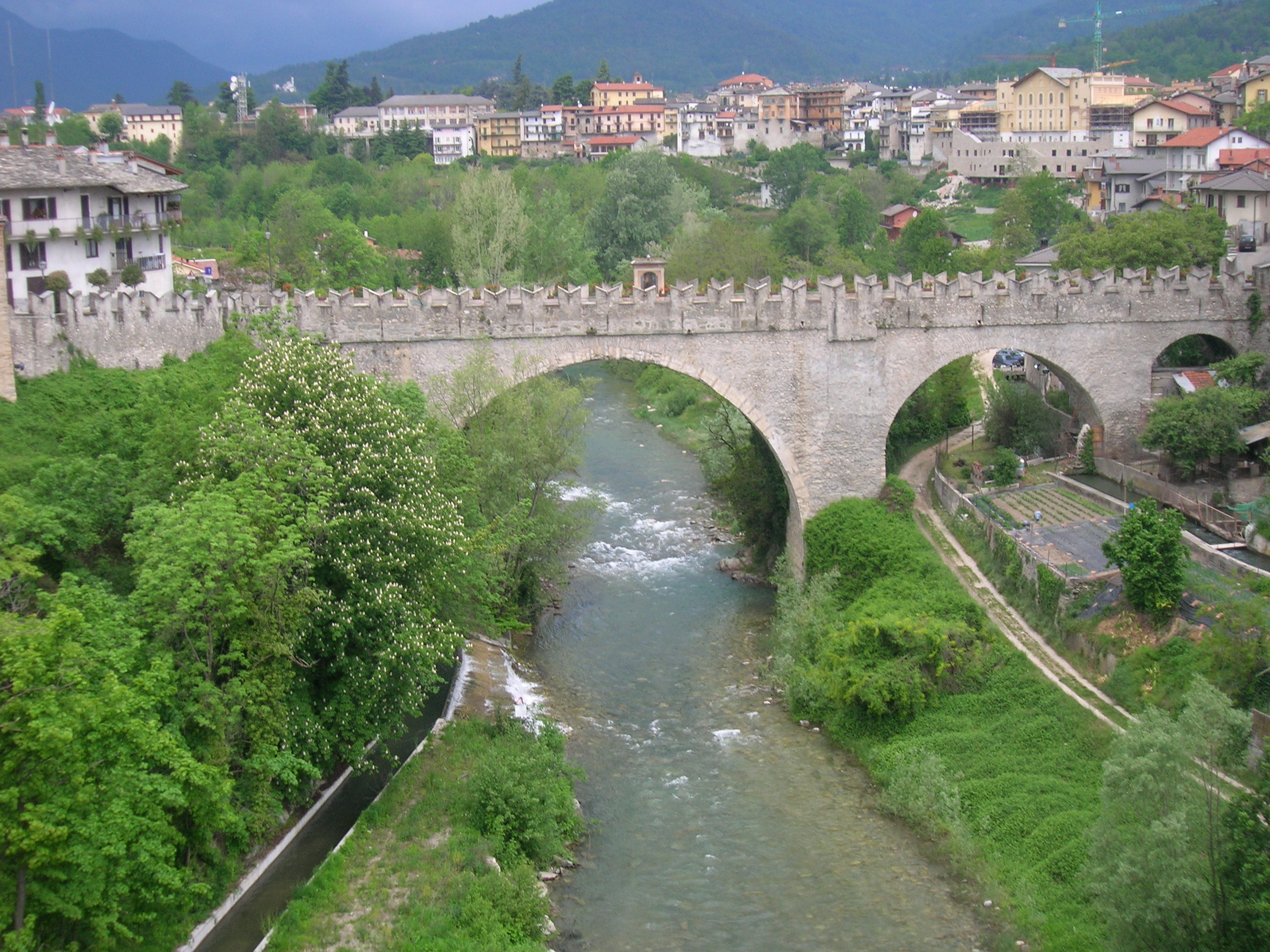
Ponte vecchio

Ponte Vecchio, detto comunemente Ponte del Diavolo secondo antica leggenda popolare. Ponte merlato caratteristico con le sue grandi arcate diseguali, ripreso come simbolo di Dronero in servizi fotografici e televisivi.
L'arcata maggiore ha un diametro di circa 27 metri e uno larghezza di circa 6 metri; dai 18 metri dal livello delle acque, abbraccia due grandi canali irrigui (Comella e Presidenta). Fu costruito nel 1428 sul torrente Maira per favorire l'accesso a Dronero e alla valle per chi veniva dalla piana di Cuneo. Nel Archivio Comunale è conservata la pergamena originale della quietanza di 700 fiorini di un certo magister Antonius il quale si definisce magister pontis lapidum Dranerii.
La quietanza fu rilasciata a Bernardo de Butinonis e a Domenico Poynta, Sindaci della Comunità di Dronero per la costruzione e le connesse opere. Sul pilastro dell'arcata minore in direzione del paese poggiava il ponte levatoio, il cui cardine di ferro è stato trovato sotto il manto stradale; fu soppresso nel 1810 quando venne ampliato il passaggio d'ingresso e ripristinate le merlature ghibelline a coda di rondine.
Il nome è legato, come tanti altri ponti medievali, per la sua costruzione e le caratteristiche architettoniche, alla figura del Diavolo.
Una versione della leggenda della costruzione del Ponte Vecchio di Dronero:
Il sindaco di Dronero, non sapendo più cosa fare, decise di chiedere aiuto al diavolo: "Diavolo, puoi costruire per noi un ponte che le acque del torrente non si portino via?" "Certo, lo posso fare, ma voglio in cambio la prima anima che attraverserà il ponte!"
Il sindaco accettò il patto e il diavolo costruì un ponte talmente robusto da poter resistere anche ai peggiori temporali, quando le acque del torrente si scagliavano furibonde contro tutto quello che incontravano sul loro cammino.
Quando il ponte fu pronto, il sindaco prese un pezzo di pane e lo lanciò sul ponte. Un cane randagio che gironzolava lì intorno vide il pane e si precipitò a prenderlo, scappando poi velocemente dall'altra parte del torrente. La prima anima aveva attraversato il ponte!
Il diavolo, che non sapeva che farsene dell'anima di un cane, scappò via infuriato e da quel giorno il ponte prese il nome di Ponte del Diavolo.»

### La Torrazza
Nei pressi, sull'antica Via Nera, che da Dronero portava alla frazione, sorge la torre di vedetta detta comunemente «La Torrazza», sulla destra orografica del Maira, presso un guado che ebbe notevole importanza nei secoli. Era inserita nel complesso sistema di avvistamento e di trasmissione di segnali che, faceva capo ai vicini castelli di Montemale, di Caraglio, di Dronero verso Busca e di qui fino a Saluzzo (con altri castelli piccoli e grandi e torri). È una possente costruzione cilindrica, in pietre di fiume e rivestimento di malta, a vari piani, con una porta a livello superiore del piano di campagna ed alcune feritoie orientate verso Caraglio, Montemale e Busca. (...)
Mediante segnali luminosi si potevano trasmettere notizie con notevole velocità attraverso zone impervie per la vegetazione e i fiumi spesso impraticabili e in mancanza di strade idonee. Si passava da un piano all'altro attraverso botole aperte nei pavimenti e scale in legno. La porta di accesso è a circa 7 metri dal suolo, vi si accedeva mediante una scaletta a pioli che si poteva poi ritirare.
Il vano a piano terra o seminterrato serviva in genere in tali torri da magazzino di provviste, il primo da cucina ed alloggio del capoposto, gli altri da dormitorio dei soldati (nel nostro caso al massimo cinque). L'ultimo piano era spesso merlato o dotato di un parapetto; un'apertura coperta da una tettoia spiovente permetteva alle vedette di controllare la piana. (...)»
(Testo di Giovanna Frosoni)

## Società

### Evoluzione demografica
Abitanti censiti

### Etnie e minoranze straniere
Secondo i dati Istat al 31 dicembre 2017, i cittadini stranieri residenti a Dronero sono 1 083, così suddivisi per nazionalità, elencando per le presenze più significative:
1. Romania, 259
2. Marocco, 224
3. Costa d'Avorio, 191
4. Albania, 145
5. Filippine, 56
6. Mali, 40

La comunità ivoriana cominciò a stabilirsi nel paese a partire dall'inizio degli anni '90 del XX secolo, essendovi attratta dalla grande richiesta di manodopera per la raccolta estiva di frutta.

### Istituzioni, enti e associazioni
- Centro europeo Giovanni Giolitti per lo studio dello Stato.[19]

## Cultura

### Musei
- Museo Luigi Mallé. Inserito nel circuito dei "Castelli Aperti" del Basso Piemonte, è stato fondato nel 1995 per volere testamentario dello storico d'arte Luigi Mallé. Comprende opere di pittura cinquecentesca e fiamminga, opere del Settecento e dell'Ottocento e di arte astratta del Novecento; orologi di bronzo e alabastro del secolo scorso; stampe rococò, foto d'epoca, arredi tardo settecenteschi, porcellane di Meißen.

## Economia
Il territorio conta un'area industriale in espansione, una fervente attività agricola specializzata in allevamento e colture particolari (come mele, pesche, kiwi).
«Fiori all'occhiello» possono essere considerati, una delle sedi dell'Istituto di Formazione Professionale, e la recente costituita Tecnogranda S.p.A., società mista pubblico-privato nata da un accordo di varie realtà tra cui AFP Dronero, FinGranda, Politecnico di Torino.

## Infrastrutture e trasporti
Due strade provinciali attraversano il territorio comunale: la SP 422 Cuneo-Acceglio e la SP 24 Dronero-Busca.
Dal 1879 al 1948 Dronero fu capolinea di una tranvia per Cuneo.
Nel 1912 aprì la ferrovia Busca-Dronero, che collegava la città alla ferrovia Savigliano-Saluzzo-Cuneo. La linea chiuse al traffico viaggiatori nel 1966, rimanendo aperta al traffico merci fino al 1982.

## Amministrazione

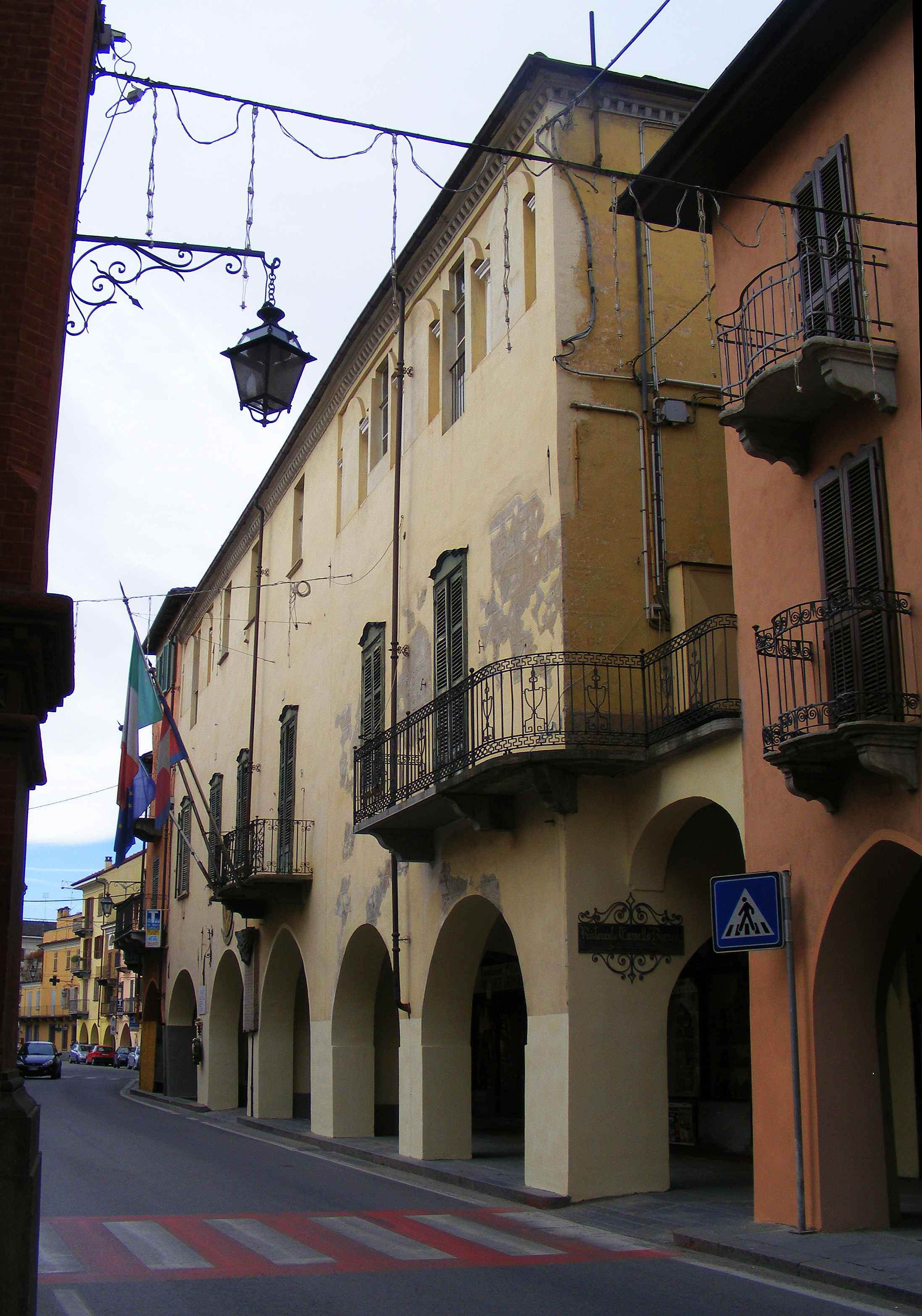
Il municipio

Elenco degli amministratori comunali, secondo l'archivio elettorale del Ministero dell'Interno.
| Periodo    | Periodo    | Primo cittadino      | Partito      | Carica                    | Note |
| ---------- | ---------- | -------------------- | ------------ | ------------------------- | ---- |
| 23/08/1985 | 09/07/1990 | PierGiuseppe Reineri |              | Sindaco                   |      |
| 09/07/1990 | 01/01/1994 | Gianfranco Donadio   |              | Sindaco                   |      |
| 24/04/1995 | 14/06/1999 | Franco Reineri       |              | Sindaco                   |      |
| 14/06/1999 | 14/06/2004 | Franco Reineri       |              | Sindaco                   |      |
| 14/06/2004 | 08/06/2009 | Giovanni Biglione    | lista civica | Sindaco                   |      |
| 08/06/2009 | 02/11/2010 | PierGiuseppe Reineri |              | Sindaco                   |      |
| 23/11/2010 | 16/05/2011 | Rancurello Marinella |              | Commissario Straordinario |      |
| 16/05/2011 | 06/06/2016 | Livio Acchiardi      | lista civica | Sindaco                   |      |
| 06/06/2016 | 04/10/2021 | Livio Acchiardi      | lista civica | Sindaco                   |      |
| 04/10/2021 | In carica  | Mauro Astesano       | lista civica | Sindaco                   |      |

### Gemellaggi
- Castelnuovo di Garfagnana[24]

## Sport
La squadra di calcio cittadina è la Pro Dronero, il cui massimo risultato sportivo è consistito in due partecipazioni al campionato di Serie D.